# Pacifia goddardi
Pacifia goddardi is een zeenaaktslak uit het geslacht Pacifia.
De soort werd voor het eerst ontdekt in 2008 en beschreven in 2010 als Flabellina goddardi, maar een moleculaire analyse in 2017 wees in de richting van Pacifia als geslacht. Hij komt voor in ondiepe stromen in Californië. De soort is vernoemd naar Jeff Goddard, die het eerste specimen ontdekte.

## Kenmerken
P. goddardi is een vleesetende slak van circa 1,5 centimeter. Uitgerekt meet hij 3 cm.
De eitjes worden in een lange draad als een soort net op de bodem gelegd. Hierdoor krijgen alle embryo's voldoende zuurstof. In de draad zitten duizenden eitjes. Jongen van F. goddardi komen ongeveer een week na het leggen uit hun ei. Ze zijn zo'n 0,1 mm lang en slangachtig. Ze leven een tweetal maand van plankton. Daarna ondergaan ze een metamorfose en schakelen ze over op het voedsel van volwassen exemplaren, waarschijnlijk hydroïdpoliepen.
De soort heeft net als zijn verwanten een radula om prooien mee te vangen; het aantal tanden is echter kleiner dan bij zijn dichtste verwanten. Het is de enige soort van het geslacht die slechts 1 rij tanden op de radula heeft.
De tentakels (cerata) op de rug hebben een rode en oranje top. Op het hoofd staan 2 doorschijnende tenktakels. Het is onduidelijk of de typerende kleuren als camouflage of als waarschuwing dienen. De rest van het lichaam is doorschijnend wit. Hij heeft ook een lange, fijne staart en gladde rinoforen.